# Zé Rodrix
José Rodrigues Trindade (conocido artísticamente como Zé Rodrix) (Rio de Janeiro, 25 de noviembre de 1947 – São Paulo, 22 de mayo de 2009) fue un compositor, instrumentalista y cantante brasileño. Fue conocido en su país por sus grupos Sá, Rodrix & Guarabyra, Som Imaginário y Momento Quatro.
José Rodrigues Trindade decidió mezclar parte de su nombre para su nombre artístico, una carrera que se extendió durante más de cuarenta años. Uno de sus grandes proyectos fue el grupo Som Imaginario (formado por Robertinho Silva, Milton Nascimento y Gal Costa como compañeros de banda) y, en 1971, la grabación de Elis Regina de su rock-rural "Casa no Campo" (con Tavito) se convirtió en un gran éxito. En la década de los 70, Sá y Guarabyra continuarían como dúo, mientras que Rodrix seguiría una carrera en solitario. Ambos artistas tocaron lo que describieron como "rock rural", "una síntesis del sueño escapista representado en las canciones de folk-rock estadounidense de los años 60 dentro de la realidad del interior de Brasil". 

## Discografía
Álbumes de grupos
- 1968: Momento Quatro - with Momento Quatro (Philips)
- 1970: Som Imaginário - with Som Imaginário (Odeon)
- 1971: Passado, Presente & Futuro - with Sá, Rodrix e Guarabyra (Odeon)
- 1973: Terra - with Sá, Rodrix & Guarabyra (Odeon)
- 2001: Outra Vez na Estrada - Ao Vivo - with Sá, Rodrix & Guarabyra (Som Livre)
- 2008: Amanhã - with Sá, Rodrix & Guarabyra (Som Livre)

Álbumes en solitario
- 1973: I Acto (Odeon)
- 1974: Quem Sabe Sabe Quem Não Sabe Não Precisa Saber (Odeon)
- 1976: Soy Latino Americano (EMI-Odeon)
- 1977: Quando Será? (EMI-Odeon)
- 1979: Hora Extra (EMI-Odeon)
- 1979: Sempre Livre (RCA Victor)
- 1981: Seu Abelardo/Rock do Planalto (Continental)
- 1983: Saqueando a Cidade - con Joelho de Porco (Lira Paulistana/Continental)
- 1988: 18 Anos Sem Sucesso - con Joelho de Porco (Eldorado)

Bandas sonoras
- Batimam e Robim (1993)
- Oh! Rebuceteio (1984)
- Amor de Perversão (1982)
- Mulheres... Mulheres (1981)
- Viagem ao Céu da Boca (1981)
- Massacre em Caxias (1979)
- As Grã-Finas e o Camelô (1976)
- O Sexomaníaco (1976)
- O Esquadrão da Morte (1975)
- Corrida do Ouro (1975)
- Motel (1974)
- O Sexo das Bonecas (1974)
- Salve-se Quem Puder